# Karin Putsch-Grassi

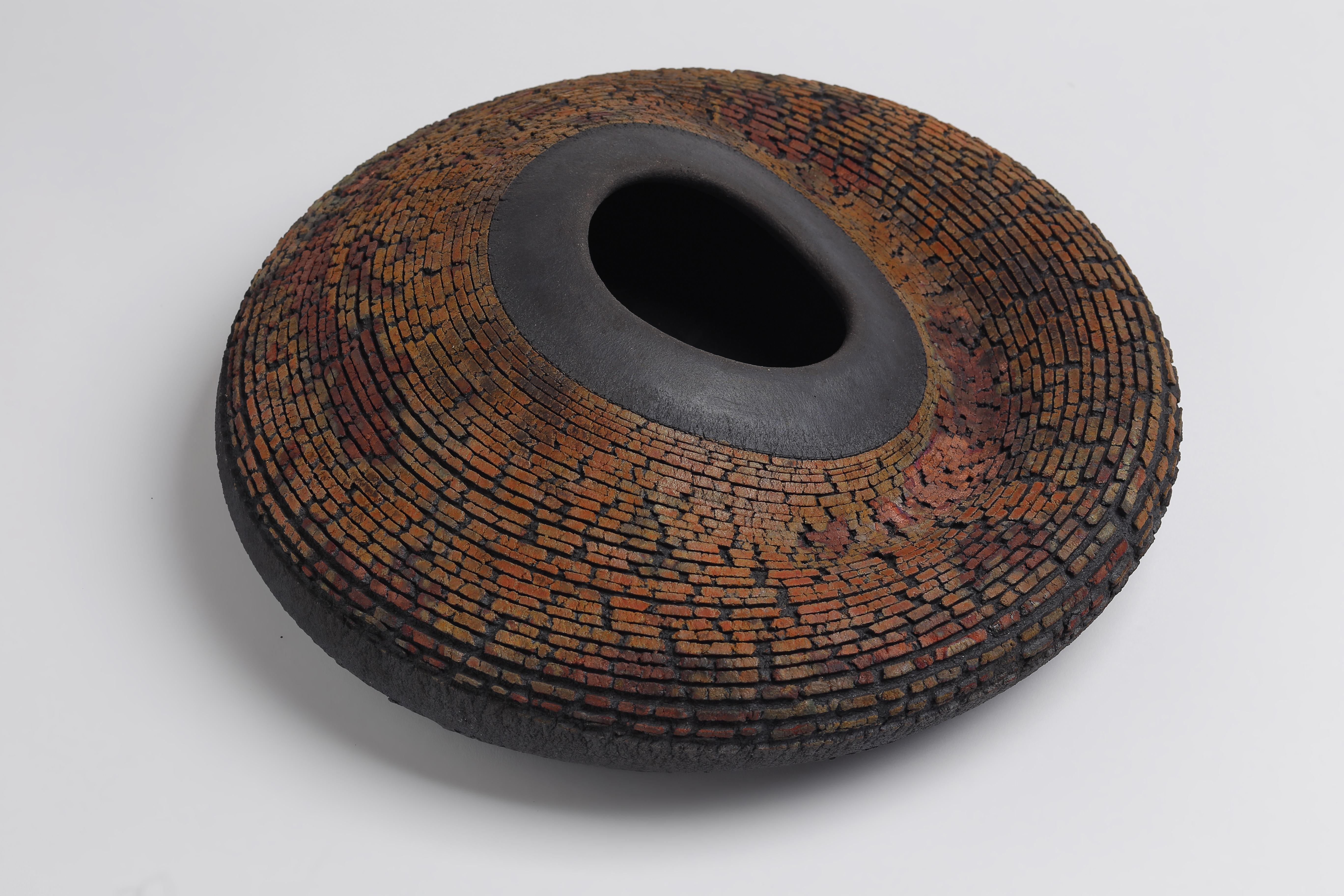
Opera di Karin Putsch-Grassi

Karin Putsch-Grassi (Wuppertal, 1º ottobre 1960) è una ceramista tedesca.

## Biografia
Dopo uno stage presso lo studio di Albrecht Kiedaisch a Tübingen ha studiato dal 1982 ceramica presso Istituto Statale d'Arte di Firenze da Salvatore e Stefano Cipolla.  Ha poi aperto un proprio studio e sperimentato con varie argille locali, smalti e le tecniche di cottura. Dopo aver seguito alcuni workshop di John Colbeck ha completato un corso post laurea al Goldsmiths College, University of London.
Altri suggerimenti per il suo lavoro li ha ricevuti a seminari presso Takeshi Yasuda, Ruth Anne Tudball, Wally Keeler e Dafne Corregan. Ha vinto numerosi premi ed ha guadagnato notorietà speciale con le sue opere in tecnica raku. Le sue opere sono regolarmente esposte in mostre e possono essere trovate in vari musei e collezioni private europee.
Lo sviluppo artistico di Karin Putsch-Grassi è segnato da sempre nuovi impulsi e dall'esplorazione di diversi materiali e tecniche, così come il rapporto multiforme tra forma e superficie. La sua tecnica chiamata "CUT & STRETCH" utilizza incisioni sulla superficie, la quale viene poi tirata e allungata. Con lo spessore e la consistenza variabili della ceramica utilizzata si vengono a creare fessure e spaccature casuali e non uniformi.
Il suo lavoro più recente segue una tecnica di recente sviluppo chiamata "Figulinae", che consiste nell'assemblare vasi in gres o porcellana grezzi e morbidi e comprimerli per formare una nuova entità.
Il lavoro di Karin Putsch-Grassi è stato esposto in mostre personali in Italia, Germania, Polonia e Giappone  e in numerose mostre collettive in tutto il mondo.  Inoltre le sue opere sono esposte nei musei europei.  Putsch-Grassi è membro eletto dell'Accademia Internazionale della Ceramica.
Karin Putsch-Grassi vive con la sua famiglia a Reggello in Toscana.

## Premi
- 2010 “Lodi fa Ceramica”, Lodi
- 2011 Primo premio “I Rakuriosi”, Roma
- 2012 Primo premio “Rassegna Internazionale di Ceramica Contemporanea”, Albissola Marittima [7]
- 2012 Primo premio “I Rakuriosi”, Faenza
- 2016 Secondo premio "Ceramic & Colours Award", Faenza [8]
- 2021 Terzo premio "Premio MIDeC per Design Ceramico", Cerro di Laveno Mombello [9]